# 42nd Regiment of Foot

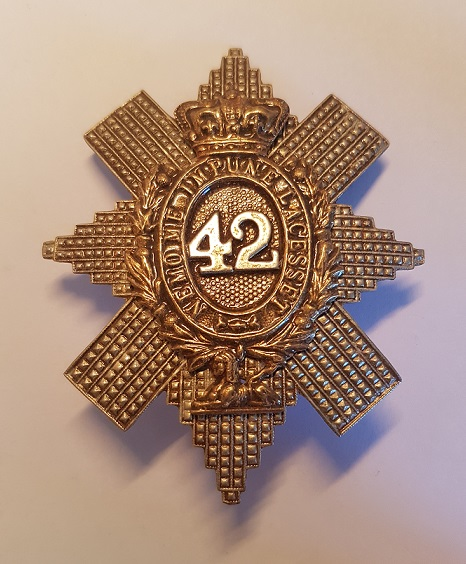
Mützenabzeichen des 42nd Regiment of Foot

Das 42nd (Royal Highland) Regiment of Foot, auch bekannt als The Black Watch, war ein schottisches Linieninfanterieregiment der britischen Armee, das von 1739 bis 1881 bestand.

## Geschichte

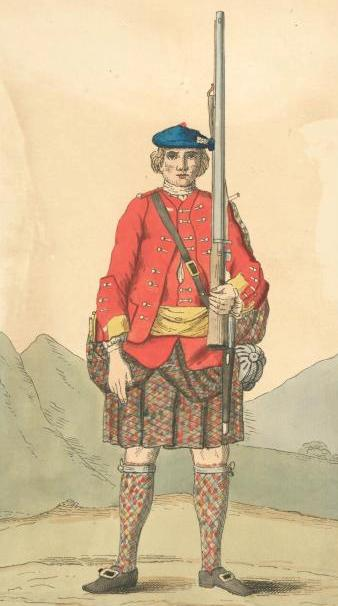
Soldat des 42nd Regiment of Foot, 1742

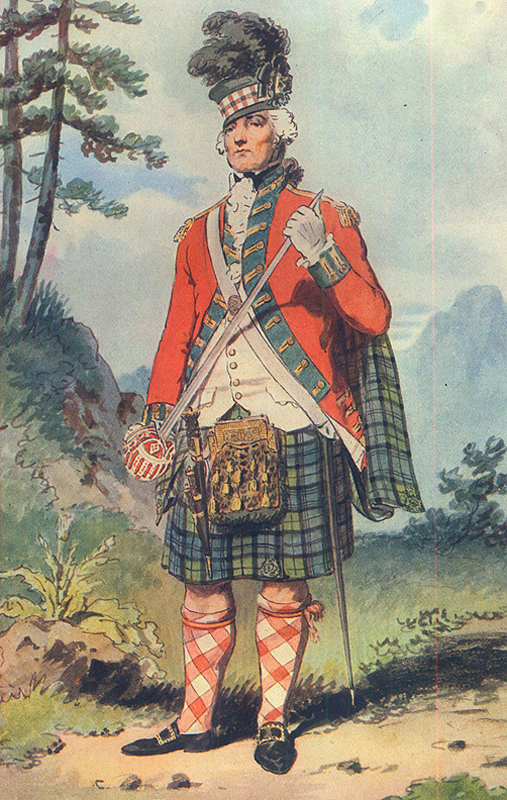
Offizier des 42nd Regiment of Foot, um 1792

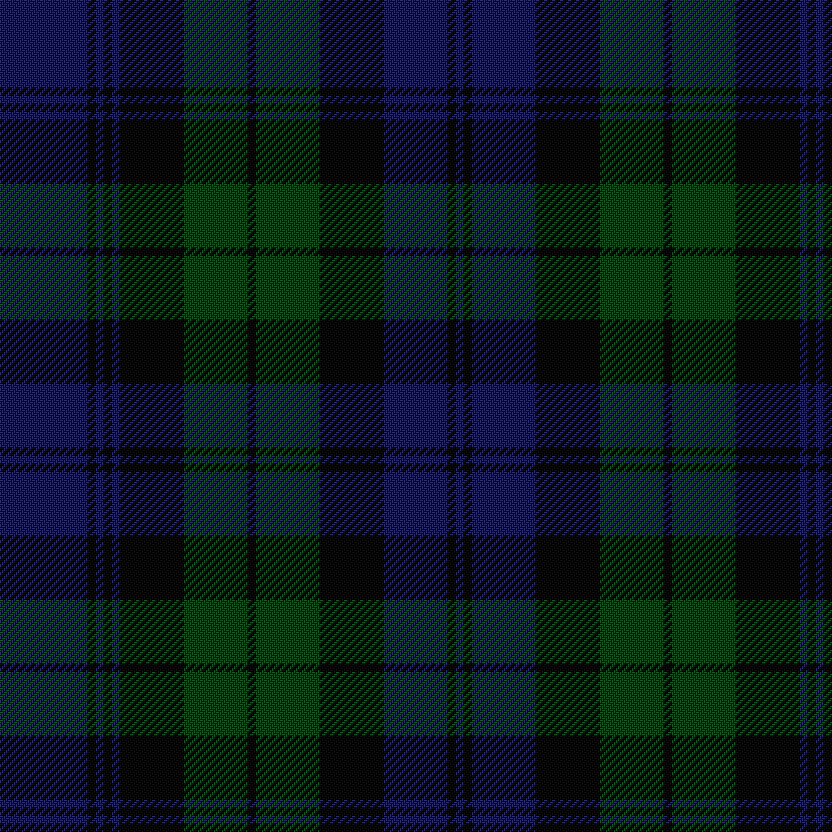
Tartan der „Black Watch“

Das Regiment wurde am 25. Oktober 1739 von Colonel John Lindsay, 20. Earl of Crawford (1702–1749) gegründet, der dazu zehn bestehende Kompanien (Independent Highland Companies) anmusterte, die von den Clans Munro, Fraser of Lovat, Grant und Campbell rekrutiert und zuvor zur Bekämpfung von Bandenkriminalität in den Highlands eingesetzt worden waren. Das Regiment wurde zunächst Crawford’s Highlanders oder The Highland Regiment genannt und 1747 als 43rd Regiment of Foot nummeriert. Nachdem 1748 das 42nd Regiment of Foot (gegründet 1737 unter Colonel James Oglethorpe) aufgelöst worden war, wurde die Nummerierung 1749 zu 42nd Regiment of Foot geändert.
Im Juli 1751 wurde er offizielle Name des Regiments zu 42nd (Highland) Regiment of Foot, im Juli 1758 zu 42nd (Royal Highland) Regiment of Foot und im Juli 1861 zu 42nd (Royal Highland) Regiment of Foot, The Black Watch geändert. Die Ursprünge des Namens „Black Watch“ sind unklar. Der Name gilt sowohl für das Regiment als auch für den vom Regiment getragenen dunkelblau-schwarz-grünen Tartan, der aus der Ferne fast schwarz aussah und einen starken Kontrast zu den roten Uniformjacke bildete und sowohl der erste Militärtartan als auch der erste moderne Tartan war. Offenbar entstand der Name schon in im 17. Jahrhundert bei den Independent Highland Companies und es ist insbesondere umstritten, ob das Regiment nach dem Tartan, oder der Tartan nach dem Regiment benannt wurde.
Am 1. Juli 1881 wurde das Regiment im Rahmen der Childers-Reformen mit dem 73rd (Perthshire) Regiment of Foot zum Regiment The Black Watch (Royal Highlanders) verschmolzen. Dieses wurde 1935 zu Black Watch (Royal Highland Regiment) umbenannt und wurde 2006 mit anderen Regimentern zum Royal Regiment of Scotland zusammengeschlossen. Das heutige 3. Bataillon des Royal Regiment of Scotland führt die Tradition des 42nd Regiment of Foot weiter.

## Regimental Colonels
Colonel of the Regiment waren:
- 1739–1741: Lieutenant-General John Lindsay, 20. Earl of Crawford
- 1741–1745: Brigadier-General Hugh Sempill, 12. Lord Sempill
- 1745–1787:General Lord John Murray
- 1787–1805: General Sir Hector Munro
- 1806–1820: General George Gordon, Marquess of Huntly
- 1820–1823: General John Hope, 4. Earl of Hopetoun
- 1823–1844: General Sir George Murray
- 1844–1850: Lieutenant-General Sir John Macdonald
- 1850–1862: General Sir James Dawes Douglas
- 1862–1863: Field Marshal George Hay, 8. Marquess of Tweeddale
- 1863–1881: General Sir Duncan Alexander Cameron

## Battle Honours
Dem Regiment wurden folgende Battle Honours verliehen (englische Originalbezeichnungen):
- Egypt
- Corunna
- Fuentes D’Onor
- Pyrenees
- Nivelle
- Nive
- Orthes
- Toulouse
- Peninsula
- Waterloo
- Alma
- Sevastopol
- Lucknow
- Ashantee 1873-4